# Madera (California)
Madera è una località degli Stati Uniti d'America, capoluogo dell'omonima contea, nello stato della California.